# Campionati italiani di aquathlon del 2024
I Campionati italiani di aquathlon del 2024 (XXV edizione) sono stati organizzati da Triathlon Taranto in collaborazione con la Federazione Italiana Triathlon e si sono tenuti a Taranto in Puglia , in data 9 giugno 2024.
Tra gli uomini ha vinto Miguel Espuna Larramona (CUS Pro Patria Milano), mentre la gara femminile è andata a Francesca Calvauna (Magma Team).

## Risultati

### Elite uomini
| Pos. | Atleta                   | Società sportiva      | Corsa   | Nuoto   | Corsa   | Totale  |
| ---- | ------------------------ | --------------------- | ------- | ------- | ------- | ------- |
|      | Miguel Larramona Espuna  | CUS Pro Patria Milano | 0.07.37 | 0.12.26 | 0.07.40 | 0.28.43 |
|      | Pietro Giovannini        | Raschiani Triathlon   | 0.07.38 | 0.12.28 | 0.07.54 | 0.28.54 |
|      | Michele Bortolamedi      | K3 Cremona            | 0.07.37 | 0.12.31 | 0.08.07 | 0.29.13 |
| 4    | Luca Bruni               | K3 Cremona            | 0.07.38 | 0.12.32 | 0.08.19 | 0.29.22 |
| 5    | Edoardo Carlo Del        | Team Star Ssd         | 0.07.40 | 0.13.15 | 0.08.11 | 0.30.03 |
| 6    | Giovanni Lombardo        | Magma Team            | 0.07.55 | 0.13.03 | 0.08.14 | 0.30.05 |
| 7    | Marco Michele Viscoso    | Minerva Roma          | 0.07.58 | 0.13.03 | 0.08.14 | 0.30.17 |
| 8    | Niccolo' Sancisi         | Dinamo Triathlon      | 0.07.39 | 0.13.24 | 0.08.20 | 0.30.23 |
| 9    | Daniele Gambitta         | Magma Team            | 0.07.40 | 0.13.30 | 0.08.17 | 0.30.27 |
| 10   | Giacomo Andrea Secchiero | Rho Triathlon Club    | 0.07.55 | 0.13.32 | 0.07.57 | 0.30.31 |
| 11   | Filippo Lisi             | Team Star Ssd         | 0.07.56 | 0.13.02 | 0.08.38 | 0.30.36 |
| 12   | Carlo Matteo Perri       | K3 Cremona            | 0.07.50 | 0.13.11 | 0.08.38 | 0.30.40 |
| 13   | Salvatore Maccarrone     | Magma Team            | 0.07.57 | 0.12.53 | 0.08.47 | 0.30.43 |
| 14   | Giovanni Aruffo          | Leosport              | 0.07.51 | 0.13.00 | 0.08.53 | 0.30.45 |
| 15   | Ruben Larramona Espuna   | CUS Pro Patria Milano | 0.08.10 | 0.13.11 | 0.08.19 | 0.30.47 |
| 16   | Federico Perrella        | CUS Pro Patria Milano | 0.07.50 | 0.13.43 | 0.08.24 | 0.31.00 |
| 17   | Antonio Federico Tondi   | Fiamme Oro            | 0.07.50 | 0.13.40 | 0.08.37 | 0.31.09 |
| 18   | Francesco Interlandi     | Jct Vigevano          | 0.08.11 | 0.13.12 | 0.08.44 | 0.31.16 |
| 19   | Tommaso Sana             | CUS Pro Patria Milano | 0.08.19 | 0.13.12 | 0.08.44 | 0.31.21 |
| 20   | Giorgio Vicari           | Minerva Roma          | 0.08.06 | 0.13.32 | 0.08.40 | 0.31.24 |

### Elite donne
| Pos. | Atleta                | Società sportiva      | Corsa   | Nuoto   | Corsa   | Totale  |
| ---- | --------------------- | --------------------- | ------- | ------- | ------- | ------- |
|      | Francesca Calvauna    | Magma Team            | 0.08.47 | 0.14.08 | 0.08.31 | 0.32.59 |
|      | Alessia Orla          | K3 Cremona            | 0.08.48 | 0.14.03 | 0.09.16 | 0.33.10 |
|      | Elisa Marcon          | CUS Pro Patria Milano | 0.08.49 | 0.14.08 | 0.09.25 | 0.33.25 |
| 4    | Nicoletta Santonocito | K3 Cremona            | 0.08.48 | 0.14.32 | 0.09.13 | 0.33.42 |
| 5    | Laura Ceddia          | Raschiani Triathlon   | 0.08.48 | 0.15.17 | 0.08.53 | 0.33.58 |
| 6    | Sara Crociani         | T.d. Rimini           | 0.09.14 | 0.14.10 | 0.09.39 | 0.34.06 |
| 7    | Matilde Locatelli     | CUS Pro Patria Milano | 0.08.48 | 0.14.42 | 0.09.30 | 0.34.08 |
| 8    | Vanessa Carlo Del     | Team Star Ssd         | 0.09.13 | 0.14.16 | 0.09.46 | 0.34.10 |
| 9    | Silvia Visaggi        | Valdigne Triathlon    | 0.09.15 | 0.14.10 | 0.09.49 | 0.34.16 |
| 10   | Martina Mcdowell      | Cus Udine             | 0.09.13 | 0.14.08 | 0.10.05 | 0.34.30 |
| 11   | Cristina Ventura      | Magma Team            | 0.09.16 | 0.14.11 | 0.09.59 | 0.34.33 |
| 12   | Paola Sacchi          | Raschiani Triathlon   | 0.09.12 | 0.14.11 | 0.10.08 | 0.34.36 |
| 13   | Anita Ghelardoni      | Firenze Tri           | 0.09.15 | 0.14.17 | 0.09.49 | 0.34.38 |
| 14   | Carlotta Verde        | T.d. Rimini           | 0.09.17 | 0.14.10 | 0.10.11 | 0.34.44 |
| 15   | Giorgia Messori       | K3 Cremona            | 0.09.25 | 0.13.41 | 0.10.15 | 0.34.49 |
| 16   | Giorgia Abbatantuono  | Ssd Netium A R.l.     | 0.09.40 | 0.13.36 | 0.10.25 | 0.34.56 |
| 17   | Zoe Orsolini          | Raschiani Triathlon   | 0.09.14 | 0.15.20 | 0.09.54 | 0.35.30 |
| 18   | Myriam Grassi         | Team Star Ssd         | 0.09.10 | 0.16.00 | 0.09.30 | 0.35.41 |
| 19   | Rachele Laschi        | Raschiani Triathlon   | 0.09.41 | 0.14.46 | 0.09.56 | 0.35.44 |
| 20   | Ludovica Urru         | Purosangue Asd        | 0.09.43 | 0.14.43 | 0.09.58 | 0.35.46 |